# Michel Revon
Pour les articles homonymes, voir Revon.
Michel Revon (Genève, 24 mars 1867 - Chamonix-Mont-Blanc, 10 janvier 1947) est un juriste et japonologue français.

## Biographie
Né à Genève d’une mère suisse et d’un père français. Son père Louis Revon (1833-1884) est conservateur du Musée d’Annecy (aujourd’hui Musée château d’Annecy).
Il fait des études de droit à l’Université de Grenoble qu’il poursuit jusqu’au doctorat. Après un passage à l’Université de Genève, il s’installe à Paris comme juriste et publie coup sur coup plusieurs ouvrages remarqués.
L’Académie française lui décerne le prix d'éloquence en 1892 et 1894.
En 1893, le juriste Gustave Emile Boissonade le recommande au gouvernement nippon pour prendre sa succession. De 1893 à 1899, Revon exerce comme professeur de droit français à l’université de Tokyo et remplace Boissonade comme conseiller légiste du gouvernement japonais.
Le 28 juillet 1896, au cours d’un séjour en France, Revon soutient ses deux thèses de doctorat ès lettres en Sorbonne. La première, en français, traite du peintre japonais Hokusai. La deuxième, en latin, s'intéresse à l'art floral japonais. 
Après son retour en France en 1899, Revon abandonne le droit et obtient une charge de cours sur la civilisation des peuples de l'Extrême- Orient à la Faculté des Lettres de Paris. En 1910, il publie une Anthologie de la littérature japonaise des origines au XXe siècle qui constitue pendant longtemps la principale porte d’accès en français à la poésie japonaise. Cet ouvrage influence de nombreux écrivains, de Paul Claudel à Marguerite Yourcenar. Il fait cependant l’objet d’une critique assez vive de la part de quelques spécialistes. Il devient professeur-adjoint en 1919, puis professeur d'histoire de la civilisation japonaise en 1920. Il prend sa retraite en 1937, en qualité de professeur honoraire. 
Il meurt à Chamonix en 1947.

## Publications historiques et juridiques
- L'Université de Grenoble, Grenoble, Xavier Drevet, 1889.
- Le Droit de la guerre sous la République romaine, Paris, A. Rousseau, 1890.
- L'Arbitrage international : son passé, son présent, son avenir, Paris, A. Rousseau, 1892.
- Joseph de Maistre, Paris : librairie de la "Nouvelle Revue", 1892, prix d'éloquence de l’Académie française.

## Ouvrages sur le Japon
- Étude sur Hokusaï, thèse de doctorat ès lettres, Paris, Lecène, Oudin et cie, 1896.
- De arte florali apud Japonenses, thèse de doctorat ès lettres, Paris, Lecène, Oudin et cie, 1896.
- Histoire de la civilisation japonaise : introduction, Paris, A. Colin, 1900.
- Le Shinntoïsme, Paris, E. Leroux, 1905.
- Anthologie de la littérature japonaise, des origines au XXe siècle, Paris, C. Delagrave, 1910.

## Distinctions
- Chevalier de la Légion d'honneur, 15 janvier 1895
- Officier de la Légion d'honneur, janvier 1936[9]

Michel Revon est également décoré de l'ordre du Trésor sacré du Japon, commandeur de l'ordre du Cambodge et officier du Dragon d'Annam.